# Propilén-oxid
A propilén-oxid az epoxidok közé tartozó szerves vegyület, képlete CH3CHCH2O. Színtelen, illékony, éterre emlékeztető szagú folyadék. Az iparban nagy mennyiségben állítják elő, fő felhasználása a poliuretán műanyagok gyártásához használt poliéter-poliolok előállítása. Királis vegyület, de általában a racemátot használják.

## Előállítása
A vegyiparban propilénből állítják elő. Két általános utat követnek, az egyik a hidroklórozás, a másik az oxidálás. 2005-ben a világ termelésének mintegy felét a klórhidrines technológiával, a másik felét az oxidációs eljárással állították elő, de utóbbi fontossága növekszik.

### Hidroklórozás
A hagyományos eljárás szerint a propént az alábbi egyszerűsített séma szerint propilén-klórhidrinné alakítják:
Az 1-klór-2-propanol és 2-klór-1-propanol keverékét ezután klórmentesítik, például:
A HCl elnyeletésére gyakran kalcium-hidroxidot alkalmaznak.

### A propilén oxidációja
A másik eljárás a propilén szerves peroxiddal történő oxidációja. A reakció sztöchiometriája:
CH3CH=CH2  +  RO2H  →   CH3CHCH2O  +  ROH
A gyakorlatban négy hidroperoxidot használnak:
- t-Butil-hidroperoxid, ezt az izobután oxigénezésével nyerik. A reakció végén  t-butanol keletkezik, melyből dehidratálással izobutén nyerhető, melyet a benzinadalékként használt MTBE-vé lehet alakítani.
- Etilbenzol-hidroperoxid, ezt az etilbenzol oxigénezésével állítják elő. A reakcióban 1-feniletanollá alakul, melyből dehidratálással fontos monomer, sztirol nyerhető.
- Kumol-hidroperoxid, ezt a kumol (izopropilbenzol) oxigénezésével nyerik. A reakció során kumil-alkohol keletkezik belőle, melyet dehidratálással és hidrogénezéssel visszaalakítható kumollá. Ezt a technológiát a Sumitomo Chemical vezette be.[11]
- Hidrogén-peroxid, ezt a HPPO-eljárásban (hidrogén-peroxid–propilén-oxid) használják, a reakcióban katalizátorként titánnal adalékolt szilikalitot alkalmaznak:
C3H6 + H2O2 → C3H6O + H2O

Elméletileg a folyamat során melléktermékként csak víz keletkezik, a gyakorlatban a propilén-oxid felnyílt gyűrűs származékai is megjelennek.

## Reakciói
Más oxidokhoz hasonlóan a propilén-oxid is a gyűrű felnyílásával járó reakciókban vesz részt. Vízzel propilén-glikol keletkezik. Alkoholokkal az etoxilezéssel analóg hidroxipropilezés játszódik le. Grignard-reagens addíciójával szekunder alkoholokat képez.
Néhány további reakciója:
- Alumínium-oxiddal 250–260 °C-on reagálva propionaldehidet és kis mennyiségben acetont ad.
- Ezüst(I)-oxiddal reagálva ecetsavvá alakul.
- Nátriumamalgámmal és vízzel reagálva izopropanol keletkezik.

## Felhasználása
Az előállított propilén-oxid 60-70%-át poliéter-poliollá alakítják az úgynevezett alkoxilezési folyamatban. Ezek a poliolok a poliuretán műanyagok építőkövei. A teljes mennyiség mintegy 20%-át propilén-glikollá hidrolizálják, ezt a folyamatot sav- vagy báziskatalízissel gyorstják. További fontos termékei a polipropilén-glikol, propilén-glikol-éterek és a propilén-karbonát.

## Toxicitása
Lehetséges emberi rákkeltő, az IARC 2B karcinogén listáján szereplő vegyület.

## Természetes előfordulása
2016-ban számoltak be arról, hogy a Tejútrendszerben található, hárommillió naptömegű Sagittarius B2 gázfelhőben propilén-oxidot találtak. Ez az első királis molekula, melynek jelenlétét kimutatták a világűrben.

## Fordítás
- Ez a szócikk részben vagy egészben  a   Propylene oxide című angol Wikipédia-szócikk ezen változatának fordításán alapul.  Az eredeti cikk szerkesztőit annak laptörténete sorolja fel. Ez a jelzés csupán a megfogalmazás eredetét és a szerzői jogokat jelzi, nem szolgál a cikkben szereplő információk forrásmegjelöléseként.